# Lepidodexia obscura
Lepidodexia obscura är en tvåvingeart som först beskrevs av Guilherme A.M.Lopes 1950.  Lepidodexia obscura ingår i släktet Lepidodexia och familjen köttflugor.
Artens utbredningsområde är Peru. Inga underarter finns listade i Catalogue of Life.